# Thisizima antiphanes
Thisizima antiphanes är en fjärilsart som beskrevs av Edward Meyrick 1894. Thisizima antiphanes ingår i släktet Thisizima och familjen äkta malar. Inga underarter finns listade i Catalogue of Life.